# Westliche Rönnebank
Westliche Rönnebank este o arie protejată (sit de importanță comunitară — SCI) din Germania întinsă pe o suprafață de 8.601 ha, integral marine.

## Localizare
Centrul sitului Westliche Rönnebank este situat la coordonatele 54°42′42″N 14°00′09″E / 54.7117°N 14.0025°E.

## Înființare
Situl Westliche Rönnebank a fost declarat sit de importanță comunitară în mai 2004 pentru a proteja 3 specii de animale.

## Biodiversitate
Situată în ecoregiunea continentală, aria protejată conține 1 habitat natural: Recifuri.
La baza desemnării sitului se află mai multe specii protejate:
- păsări (2): Clangula hyemalis, pescăruș mic (Larus minutus)
- mamifere (1): marsuin (Phocoena phocoena)

Pe lângă speciile protejate, pe teritoriul sitului au mai fost identificate 3 specii de nevertebrate.